# Ceratandra harveyana
Ceratandra harveyana är en orkidéart som beskrevs av John Lindley. Ceratandra harveyana ingår i släktet Ceratandra och familjen orkidéer. Inga underarter finns listade i Catalogue of Life.